# Aspiscellaria hildae
Scrupocellaria hildae is een mosdiertjessoort uit de familie van de Candidae. De wetenschappelijke naam van de soort is, als Scrupocellaria hildae, voor het eerst geldig gepubliceerd in 1986 door Fransen.